# Seconda battaglia di Fontenay-le-Comte
La seconda battaglia di Fontenay-le-Comte è stata una battaglia della Prima guerra di Vandea combattuta il 25 maggio a Fontenay-le-Comte, capoluogo della Vandea.

## Antefatto
Dopo la sua vittoria a Fontenay-le-Comte, il generale repubblicano Alexis Chalbos occupò La Châtaigneraie, mettendo in fuga i suoi 300 difensori. L'esercito vendéenne era demoralizzato dopo il suo fallimento, ma i generali non rinunciarono e decisero di raccogliere l'armata al completo a Châtillon-sur-Sèvre, in vista del prossimo attacco. Il 23 maggio, si era nuovamente riunita e questa volta era stata raggiunta da Charles de Bonchamps. Forte di 25 000 uomini, si mise in marcia per scontrarsi con la divisione di Chalbos. Quest'ultimo, informato dell'attacco vandeano, abbandonò La Châtaigneraie e ripiegò su Fontenay-le-Comte nella notte del 24 maggio.

## La battaglia
Il 25 maggio, verso le due del pomeriggio, l'esercito vandeano si spiegò dinanzi a Fontenay-le-Comte. Louis Marie de Lescure, Jacques Cathelineau e Jean Nicolas Stofflet occupavano il lato sinistro, Henri de La Rochejaquelein il lato destro, Charles de Bonchamps il centro. Questa volta la superiorità numerica dei vandeani era schiacciante, benché la maggior parte di loro era male armata, avendo perso un grande numero di cannoni, di munizioni e di cannoni alla prima battaglia di Fontenay-le-Comte. Da parte sua Chalbos, senza le truppe di Sandoz, non aveva più di 6 000 uomini.
Il combattimento iniziò con l'attacco di Bonchamps che disponeva dei migliori soldati dell'esercito presente sul campo, in quanto equipaggiati come un esercito regolare con tanto di uniformi. Il centro repubblicano in inferiorità numerica entrò nel panico e si diede alla fuga. Chalbos non che riuscì a richiamare i suoi uomini, tentò allora una carica di cavalleria con i gendarmi a cavallo, ma anche questi fuggirono prima di arrivare a contatto con le truppe di Bonchamps. Un contrattacco della cavalleria vandeana condotta da La Rochejaquelein e Dommaigné sostenuto dal resto della fanteria bloccò i repubblicani in fuga e 3 000 di loro si arresero. Nouvion tuttavia, con alcuni gendarmi a cavallo, riuscì a proteggere la ritirata di ciò che restava dell'esercito repubblicano, ripiegando su Niort.

## Conseguenze
La battaglia durò appena un'ora e i vandeani erano riusciti a riprendersi Fontenay. Alla fine della battaglia, uno dei prigionieri repubblicani riuscì a riprendere la sua arma e ferire il generale Bonchamps, furiosi i vandeani uccisero all'istante l'attentatore. In totale quel giorno morirono 17 vandeani e 70 repubblicani, inoltre i vandeani conquistarono i cannoni persi durante lo scontro precedente, compreso il famoso "Marie-Jeanne", e ottennero 5 000 fucili. Quanto ai 3 000 prigionieri repubblicani, come erano soliti fare i vandeani, gli tagliarono i capelli e quindi li liberarono dopo avere giurato non di combattere più in Vandea.